# Каракачански песни
Каракачанските песни са част от духовната култура на каракачаните.
Тяхното изпълнение се характеризира без съпровод от музикален инструмент, но внушителността на песента се запазва. Сега все по-често се правят изпълнения под съпрвода на инструмент. Темите, с които са обвързвани с песните, са били от различно естество – основно за бита и живота на каракачаните. Песните са се изпълнявали по различни причини – за удоволствие, при сватби и други тържества.